# 伊斯坦堡歐白魚
伊斯坦堡歐白魚（学名：Alburnus istanbulensis）为輻鰭魚綱鯉形目雅羅魚科的一個種，分布於亞洲土耳其薩潘賈湖、馬摩拉海沿岸溪流流域，體長可達18公分，棲息在湖泊及河流，雌魚在岩石上產卵。